# Związek Ewolucjonistów Wolności
Niektóre z zamieszczonych tu informacji wymagają weryfikacji.
Dokładniejsze informacje o tym, co należy poprawić, być może znajdują się w dyskusji tego artykułu.
 Po wyeliminowaniu niedoskonałości należy usunąć szablon [[Szablon:Dopracować|]] z tego artykułu.

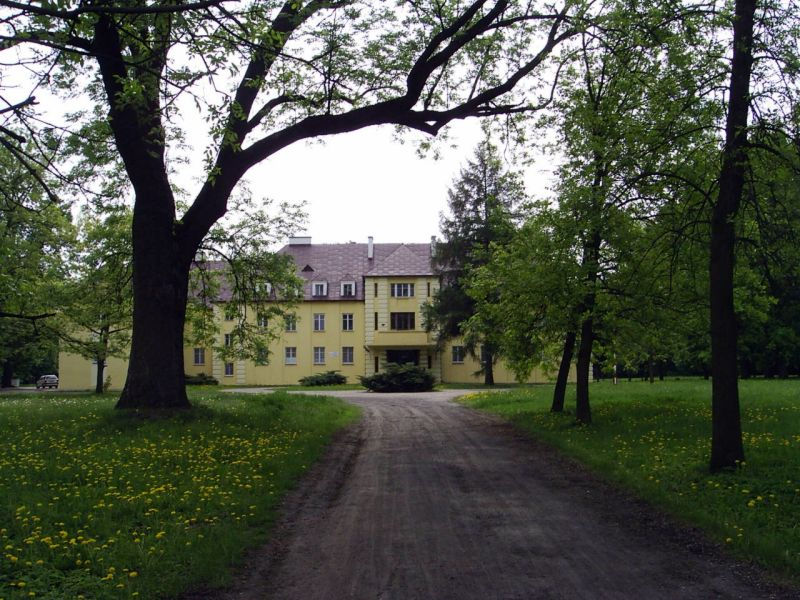
Fasada pałacu Potockich

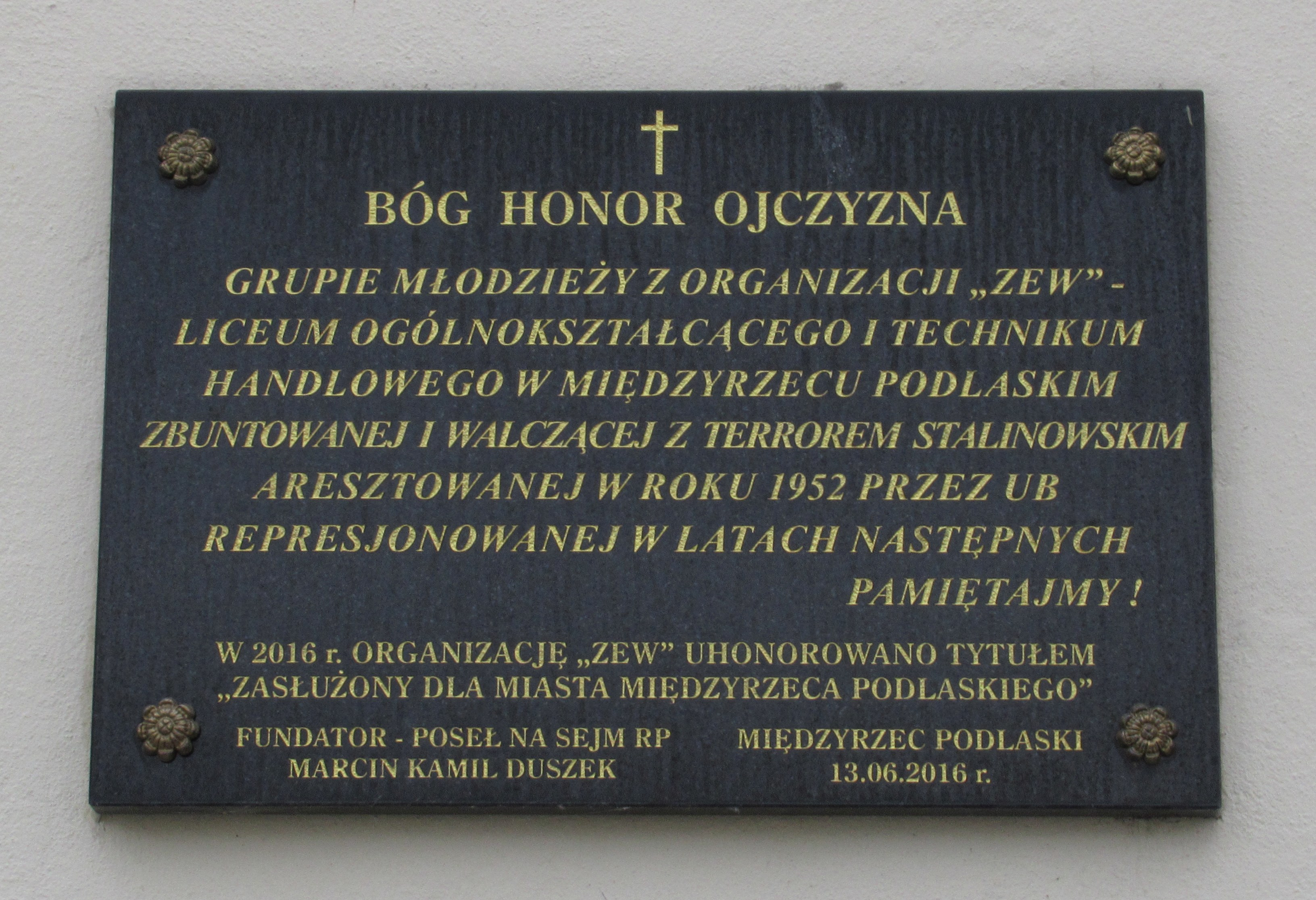
Tablica pamiątkowa na ścianie międzyrzeckiego dworca kolejowego

Związek Ewolucjonistów Wolności (w skrócie ZEW) – tajna organizacja antykomunistyczna założona w lutym 1951  w Międzyrzecu Podlaskim, dzieląca się na dwie grupy o kryptonimach: „Gromowcy” i „Nieugięci”.

## Historia
Początkowo organizacja ta nosiła nazwę „Świt”, a jej statut i tekst przysięgi opracował Zbigniew Tokarski. Na proporcu organizacji widniała podobizna Józefa Piłsudskiego i Matki Boskiej. Dopiero później zmieniono nazwę na „ZEW”. Nabór członków dokonywany był wśród uczniów liceum  ogólnokształcącego i technikum handlowego.
Członkowie przejęli pseudonimy, przysięga odbyła się w parku Potockich. Pierwsze ulotki antykomunistyczne zawieszono na drzwiach posterunku Milicji i w centrum miasta. Dywersja obejmowała również zerwanie linii telefonicznej oraz nieudane próby zdobycia broni palnej i wykolejenia pociągu wojskowego o nazwie Mitropa.
W 1952 roku Urząd Bezpieczeństwa aresztował 34 uczniów. Więźniowie byli torturowani, po czym Sąd wojskowy w Lublinie skazał ich na kary więzienia od 3 do 9 lat i osadził na zamku w Lublinie. Część ze skazanych wyszła na wolność po amnestii. Jedną z najmłodszych skazanych była Elżbieta Dzikowska, która w wieku piętnastu lat spędziła w celi pół roku.
W marcu 2023 w Liceum Ogólnokształcącym im. W. Sikorskiego w Międzyrzecu Podlaskim odsłonięto tablicę ku czci członka organizacji – Wiesława Tokarskiego. Został aresztowany 15 lipca 1952 i skazany na karę 4 lat pozbawienia wolności. Po wyjściu na wolność podjął studia na Politechnice Częstochowskiej. W kwietniu 1958 został zamordowany przez funkcjonariuszy SB. Fakt ten po latach potwierdził IPN, lecz do dziś nie jest znane miejsce pochówku.